# Сетфорд, Томми
Томми Хоган Сетфорд (англ. Tommy Hogan Setford; родился 13 марта 2006, Харлем, Нидерланды) — английский футболист, вратарь клуба «Арсенал».

## Клубная карьера
Томми Сетфорд родился в нидерландском городе Харлем и в 2013 году начал заниматься футболом в академии амстердамского «Аякса». 21 июля 2024 года перешёл в лондонский «Арсенал». 22 октября 2024 года попал в заявку команды на матч общего этапа Лиги чемпионов против донецкого «Шахтёра», однако на поле не появился. Спустя 8 дней, 30 октября Сетфорд дебютировал за «Арсенал», проведя «сухой» матч в Кубке лиги против клуба «Престон Норт Энд».

## Карьера в сборной
Выступал за сборные Англии до 16, до 18 и до 19 лет. В 2023 году вместе со сборной Англии до 17 лет принял участие на чемпионате Европы и чемпионате мира.